# Kaiwalja
Kaiwalja (ang. Kaivalya) – stan całkowitego oddzielenia od świata
i ostatecznego wyzwolenia poprzedzony osiągnięciem dharmameghasamadhi w systemach jogi
i sankhji.
Najdoskonalszy z rodzajów samadhi.
Stan kaiwalji charakteryzuje:
- nieobecność mądrości (powstającej jako współprodukt kontaktu jaźni i umysłu)
- osiągnięcie satćitanandy
- brak kontaktu z jakimkolwiek rodzajem ciał subtelnych, co uniemożliwia np. percepcję jakości wypełniających niebiosa (loka)
- brak możliwości powtórnej inkarnacji
- pozostawanie w czystości, wolności i niezróżnicowaniu[5].

Joga objaśnia, że po nastaniu kaiwalji, śmierć wszystkich ciał subtelnych powoduje brak organów percepcji, w tym również percepcji niebios i ich właściwości. Nieśmiertelna jaźń, oddzieliwszy się od prakryti i jej aktywności, pozostaje sama, a jej stan szczęśliwości wynika z pełnego kontaktu z Brahmą wszechprzenikającym całość struktur wszechświata, będącego w hinduizmie postacią Stwórcy.